# Buffières
Buffières település Franciaországban, Saône-et-Loire megyében. Lakosainak száma 277 fő (2022. január 1.). Buffières Bergesserin, Château, Chiddes, Curtil-sous-Buffières, Sivignon és La Vineuse sur Fregande községekkel határos.

## Népesség
A település népességének változása:
| Lakosok száma | 260  | 271  | 284  | 275  | 276  | 273  | 274  | 276  | 277  |
|               | 2013 | 2015 | 2016 | 2017 | 2018 | 2019 | 2020 | 2021 | 2022 |